# Mirante João Olímpio Filho
O edifício
O edifício Mirante João Olímpio Filho é um arranha-céu para uso residencial na cidade de Natal, capital do Rio Grande do Norte. É considerado o maior edifício do estado e que a época de sua construção foi o maior da Região Nordeste.
O João Olímpio Filho está situado na Av. General Gustavo Cordeiro de Farias, no bairro da Ribeira.
O empreendimento foi projetado para 43 pavimentos, sendo: quatro destinados às vagas de garagem, dois a áreas de lazer, um apartamento do tipo triplex e 34 pavimentos do tipo apartamento individual, totalizando uma área de construção de 21.860,83m2.
Os últimos andares abrigam um apartamento triplex com cobertura e um terraço com heliponto.